# Шпажник черепитчатый
Шпа́жник черепи́тчатый, или Глади́олус черепи́тчатый (лат. Gladíolus imbricátus) — многолетнее травянистое луковичное растение, вид рода Шпажник (Gladiolus) семейства Ирисовые.
Местными народными названиями этого растения являются зрядник, кульчибер (Гродненская область), красные петушки (Украинская ССР).

## Ботаническое описание
Растение с двойной клубнелуковицей.
Стебель высотой до 80 см.
Листья мечевидные широколинейные.

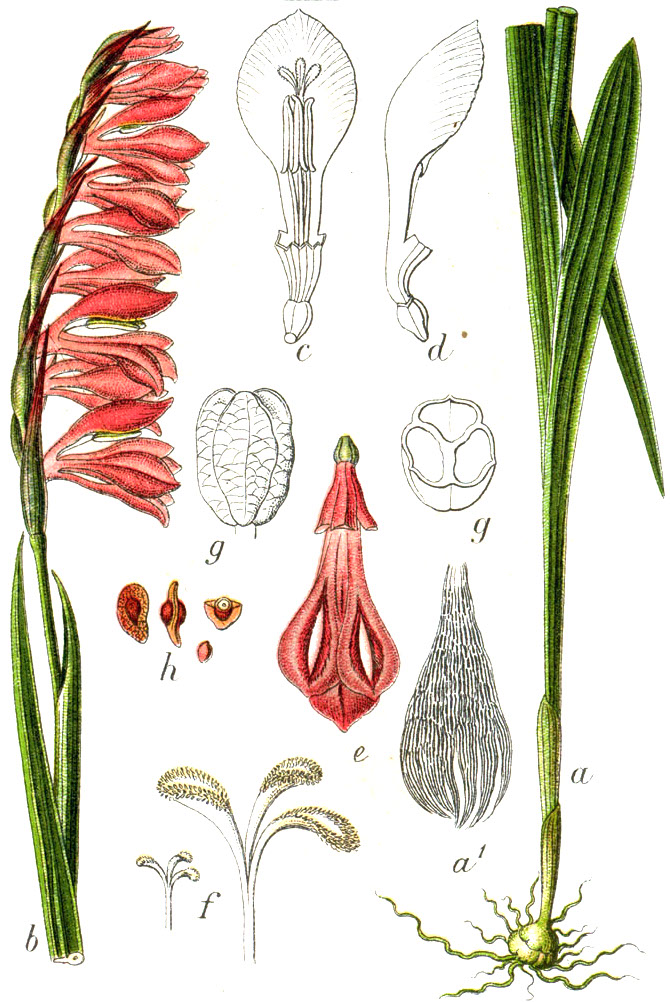

Большие розово-фиолетовые цветки с неправильным, почти двугубым околоцветником собраны в односторонний, довольно густой колос на верхушке высокого (30—60 см) цветоносного стебля. Цветки хорошо приспособлены для перекрёстного опыления. В молодых цветках столбик и рыльца размещены над пыльниками и прижаты к верхним лепесткам, а в более зрелых — столбик наклонён вниз, а рыльца перекрывают путь к нектару. Насекомые, преимущественно пчёлы, в одних цветах пачкаются пыльцой и переносят её на рыльца более зрелых цветков, опыляя их. Цветёт в июне — июле.
Гладиолус черепитчатый предпочитает богатые гумусом почвы, хорошо освещённые влажные участки, однако застоя воды не переносит. Размножается вегетативно и семенами.

## Среда обитания
Наземно-воздушная, широко распространён в Европе и Сибири.
Растёт на влажных лугах, в зарослях, на полянах в лесных и лесостепных районах.

## Химический состав
Гладиолус черепитчатый содержит иридин — гликозид изофлавона иргенина, масло, крахмал, сахар, эфирное масло.

## Практическое использование
В лекарственных целях заготавливают и надземные, и подземные части растения: листья перед цветением, клубни — осенью.
Препараты гладиолуса применяются как отхаркивающее средство при бронхитах, болях в кишечнике, спазме, как симптоматическое ( в составе сбора М. Н. Здренко) при лечении папилломотоза мочевого пузыря и анацидных гастритов. Измельчённое и протёртое корневище входит в состав присыпок, пудр. Настой корневища используется как наружное средство при раздражении кожи.
В народной медицине водный отвар пьют при катаре желудка, испуге. Измельчённые луковицы прикладывают к ранам и язвам для их заживления и применяют для припарок при зубной боли.

## Охрана
Вид включён в Красные книги Молдавии, Белоруссии, Украины, Казахстана, многих областей и республик России. Охраняется также в Литве, Латвии, Эстонии и Польше.